# Cravant (Yonne)
Cravant és un municipi francès situat al departament del Yonne, a la regió de Borgonya - Franc Comtat. El 2018 tenia 816 habitants. El 2017 es fusionà amb Accolay per formar el nou municipi de Deux Rivières.